# Шаханшах (ширваншах)
Шаханшах (*д/н — 1200) — 22-й ширваншах в 1197—1200 роках.

## Життєпис
Походив з династії Кесранідів. Син ширваншаха Манучехра III. Про Шаханшаха замало відомостей. 1197 року після смерті брата Ахсітана I став новим ширваншахом.
Продовжив політику попередника, спрямовану на союз з Грузією. Водночас остаточно закріпив незалежність від Держави Ільдегізідів. Карбував лише мідні монети. Помер 1200 року. Йому спадкував небіж Фарібурз II.